# École supérieure d'art de Mulhouse
L'École supérieure d'art de Mulhouse — Le Quai, est un établissement d'enseignement supérieur d'art français fondé en 1821 à Mulhouse et regroupé en 2011 avec l'École supérieure des arts décoratifs de Strasbourg et l'Académie supérieure de musique de Strasbourg au sein de la Haute école des arts du Rhin.

## Historique
Fondée en 1821, l'école est au départ un établissement privé. Elle devient municipale puis école des beaux-arts après 1945. Depuis le 1er janvier 2011, elle est regroupée dans le cadre du processus de Bologne avec l'École supérieure des arts décoratifs de Strasbourg et l'Académie supérieure de musique de Strasbourg pour former la Haute école des arts du Rhin (HEAR) dont le siège est situé dans les locaux de l'ESAD à Strasbourg.

## Personnalités liées à l'école
- Éric Pina, ancien élève de l'école.